# Appenau
Appenau ist eine Rotte in der Stadtgemeinde Bad Leonfelden im Mühlviertel in Oberösterreich.

## Geographie
Appenau liegt im Leonfeldner Hochland. Die Rotte gehört zur Ortschaft Rading, zur Katastralgemeinde Stiftung bei Leonfelden und zum Zählsprengel Bad Leonfelden-Umgebung. Sie befindet sich im Einzugsgebiet des Flusses Große Rodl.

## Geschichte
Der Ortsname wurde im Jahr 1356 als Apnau urkundlich erwähnt. Er leitet sich von Abtenau ab, was sich auf den Abt von Stift Wilhering bezieht.

## Kultur und Sehenswürdigkeiten

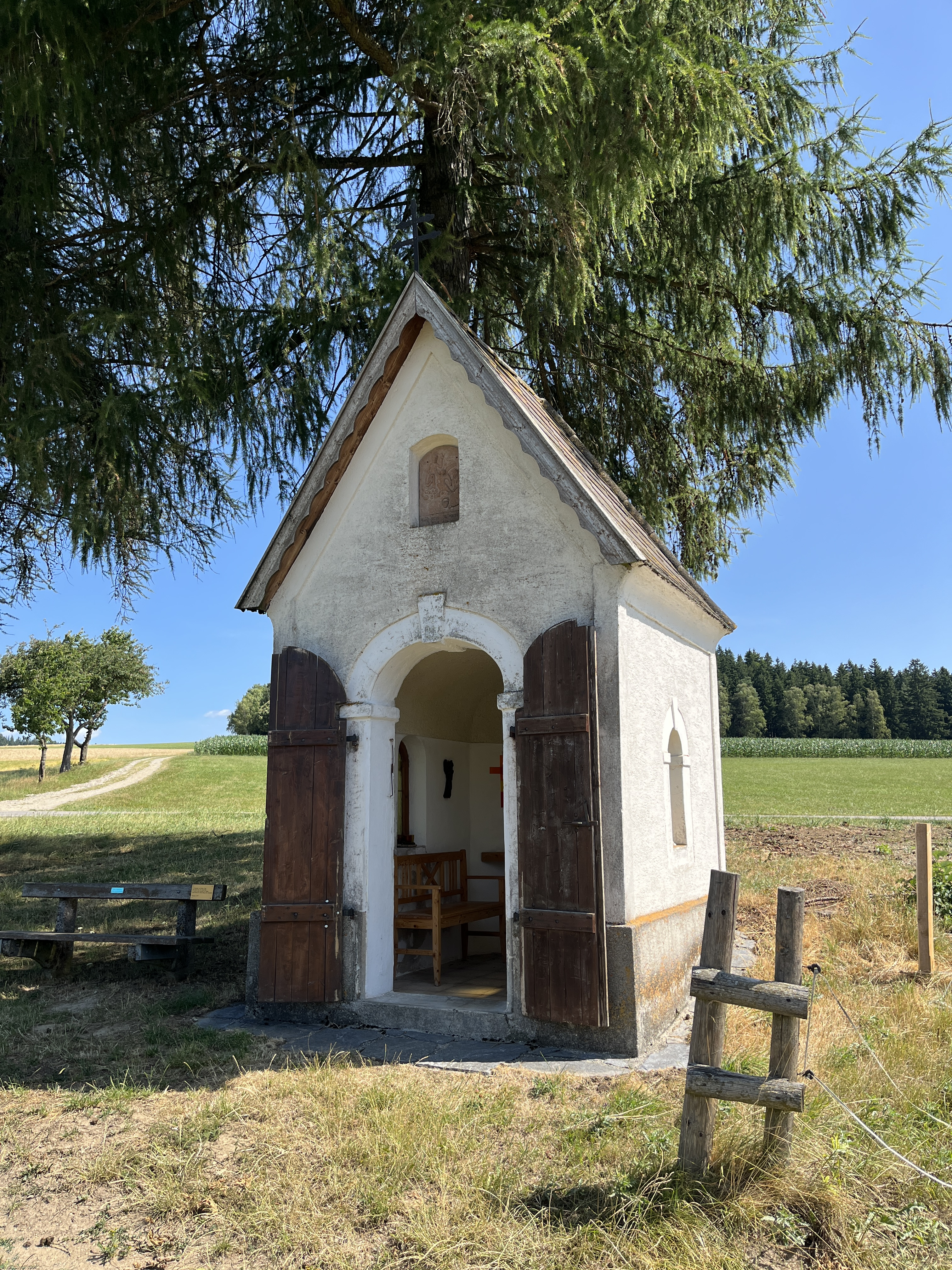
Kapelle in Appenau

Der Dreiseithof Rading Nr. 1 wurde im ersten Viertel des 19. Jahrhunderts erbaut. Von seinen Steinportalen ist eines mit der Jahreszahl 1860 bezeichnet. Im Inneren gibt es Platzlgewölbe und eine geschnitzte Riemlingdecke mit einem Rüstbaum, der mit der Jahreszahl 1823 markiert ist. Das Platzlgewölbe im Stall erstreckt sich über Steinsäulen. Neben dem Hof steht eine kleine Kapelle aus dem 19. Jahrhundert.
Bei Appenau verlaufen mehrere Wanderwege. Als schwer gelten die 35 Kilometer lange Salzstraßen-Runde und die 16,3 Kilometer lange Via-Leone-Runde. Als mittelschwer eingestuft sind die 12,5 Kilometer Sternsteinhof-Runde und die 12,1 Kilometer lange Miesenwald-Runde.
Außerdem gibt es zahlreiche Radtour-Strecken. Zu den schweren zählen die 29,6 Kilometer lange Vyšší-Brod-Runde und die 21,8 Kilometer lange Studánky-Runde. Als mittelschwer bewertet sind die 69,8 Kilometer lange Hoch-Sumava-Runde, die 65,8 Kilometer lange Europaradregion-Runde, die 57,5 Kilometer lange Hoch-4-Runde, die 47,9 Kilometer lange Sternwald-Grenzland-Runde, die 21,8 Kilometer lange Miesenwald-Runde und die 10,4 Kilometer lange Stadtrunde Bad Leonfelden. Die 61,3 Kilometer lange, mittelschwere GrenzenLosRadel-Tour ist für Mountainbikes und die 26,4 Kilometer lange, mittelschwere Grenzenlosradel-Tour / Studanky für E-Bikes gedacht.